# AH Геркулеса
AH Геркулеса (лат. AH Herculis) — карликовая новая, двойная катаклизмическая переменная звезда типа Z Жирафа (UGZ) в созвездии Геркулеса на расстоянии приблизительно 1058 световых лет (около 324 парсек) от Солнца. Видимая звёздная величина звезды — от +14,7m до +10,9m. Орбитальный период — около 0,2581 суток (6,1948 часа).
Открыта Микаэлем Пети в 1960 году.

## Характеристики
Первый компонент — аккрецирующий белый карлик спектрального класса pec(UG). Масса — около 0,95 солнечной*.
Второй компонент — оранжевый карлик спектрального класса K2, или K5**. Масса — около 0,76 солнечной, радиус — около 0,55 солнечного, светимость — около 0,568 солнечной. Эффективная температура — около 4500 K*.